# Cousinia dshisakensis
Cousinia dshisakensis es una especie  de plantas con flores perteneciente a la familia de las asteráceas. Es originaria de Uzbekistán.

## Taxonomía
Cousinia dshisakensis fue descrita por Michael Vasilevich Kultiassov y publicado en Izvestija Institua pocvovedenija i geobotaniki Sredne-Aziatskogo gosudarstvennogo universitata 1: 115. 1925.